# 차오
차오(Ciao)는 이탈리아어권에서 일반적으로 사용되는 인사말이다.
원래 베네치아 언어에서 유래한 이 단어는 영어와 전 세계의 다른 많은 언어의 어휘에 포함되었다. "hello"과 "goodbye"의 이중 의미로 인해 히브리어의 샬롬(shalom), 아랍어의 살람(salām), 한국어의 '안녕', 하와이의 알로하(aloha), 페르시아의 드룻(drud), 베트남의 차오(chào)와 비슷한 부분이 있다.

## 같이 보기
- Hello